# Most probable number
Il Most Probable Number (o MPN, tradotto in italiano numero più probabile) o tecnica di conteggio con tubi multipli è una tecnica analitica usata per contare la carica microbica di un campione.
Si tratta di un metodo di conteggio indiretto della carica batterica, in cui i microrganismi vitali vengono contati sulla base di una manifestazione visibile della crescita (torbidità, viraggio indicatori, etc.). In tale metodo statistico, la densità dei microrganismi ricercati è ricavata da una elaborazione dei dati positivi e negativi, ottenuti da una serie di inoculi del campione di acqua in terreni colturali liquidi. Generalmente viene usato per la determinazione della colimetria totale e fecale.

## Procedimento
Il metodo MPN è una prova presuntiva che si effettua inoculando il campione da esaminare in una serie di provette contenenti terreno liquido.
Il sistema più utilizzato è quello detto "simmetria" ed impiega lo stesso numero di tubi per ogni diluizione del campione in esame (solitamente si usano 3 o 5 tubi per diluizione).
I tubi con il campione e il terreno appropriato vengono messi ad incubare in termostato o in bagnomaria secondo i tempi e le temperature richiesti, quindi si passa alla lettura identificando i tubi positivi di tre diluizioni successive significative (la positività dipende dal terreno e dalla reazione richiesta). A questi si assegna il valore 1 mentre a quelli negativi si dà valore 0, dopodiché si sommano i valori ottenuti per ogni gruppo di 3 o 5 tubi alla stessa diluizione e si confrontano con le tabelle di Mc Crady. Moltiplicando il valore corrispondente delle tabelle per l'inverso del fattore di diluizione si risale al numero presuntivo di colonie presenti nel campione iniziale espresso in MPN/g o ml.
- La prova si conduce in terreno liquido
- Si inoculano serie di provette con diluizioni decimali del campione (Prova presuntiva)
- Si seminano le provette presuntive positive in nuovi terreni più selettivi (Prova di conferma)
- Il numero delle prove positive per ogni serie di diluizioni costituisce un codice numerico che permette di risalire al numero più probabile di microrganismi per unità di volume (valori tabulati – metodo statistico)

## Utilizzo
Procedura utilizzata per stimare la densità di una popolazione di microrganismi vitali in un dato campione. Generalmente viene usato per la determinazione della colimetria totale e fecale.
È basato sulla probabilità di rilevare sviluppo microbico dopo coltura in terreno nutritivo liquido di diluizioni seriali di un campione.
Lo sviluppo microbico dopo incubazione dei brodi inoculati può essere valutato: 
- osservando l'eventuale intorbidamento della coltura;
- valutando particolari attività metaboliche del microrganismo o popolazione microbica (produzione di gas, di acidi ecc.).

Il campione dovrebbe essere diluito in maniera tale che le diluizioni più spinte non presentino microrganismi ("diluizione all'estinzione"). I migliori risultati si hanno quando tutti i tubi inoculati con le diluizioni più basse risultano positivi e tutti i tubi inoculati con le diluizioni più alte risultano negativi.
Il BGBB o Brillant green bile broth (2%) Broth, è un brodo di coltura selettivo utilizzato per l'identificazione dei coliformi fecali nelle acque, negli alimenti e nei liquami. Per la ricerca di Escherichia coli il BGBB inoculato con le colonie sospette, viene incubato a 44 °C per 18 ore. Si osserva poi se il brodo è diventato torbido per la crescita microbica e si controlla se è presente gas accumulato nella campanella di Durham all'interno della provetta. È possibile effettuare in parallelo un ulteriore test di conferma per la presenza di Escherichia coli tramite una prova per la produzione di indolo che si effettua utilizzando acqua o brodo triptonato e reattivo di Kovacs.